# (9379) Dijon
(9379) Dijon est un astéroïde de la ceinture principale.

## Description
(9379) Dijon est un astéroïde de la ceinture principale. Il fut découvert par Eric Walter Elst le 18 août 1993 à Caussols. Il présente une orbite caractérisée par un demi-grand axe de 2,84 UA, une excentricité de 0,0859 et une inclinaison de 0,918° par rapport à l'écliptique.
Il fut nommé en hommage à la ville de Dijon.

## Compléments